# Hyloscirtus tolkieni
Hyloscirtus tolkieni (лат.) — вид земноводных семейства квакш. Известен по единственной особи, найденной в национальном парке Рио Негро-Сопладора (Эквадор). Назван в честь английского писателя Джона Р. Р. Толкина.

## Таксономия
Вид известен лишь по типовому экземпляру, пойманному в феврале 2020 года национальном парке Рио Негро-Сопладора (провинция Морона-Сантьяго, Эквадор). Предполагается, что вид имеет близкое родство с представителями группы видов Hyloscirtus larinopygion. Видовое название на латинском дано в честь английского писателя Джона Р. Р. Толкина, автора произведений в жанре фэнтези, таких как «Хоббит» и «Властелин колец». Авторы описания отмечают, что окраска открытого ими вида напоминает «великолепных созданий, которые, как кажется, существуют лишь в фантастических мирах».

## Описание голотипа
Единственная известная особь представляла собой взрослую самку длиной тела 64.9 мм. Голова немного шире своей длины, с обрезанным кончиком. Губы закруглённые. Ноздри немного поднятые, направлены вперёд и вбок и расположены на уровне переднего края нижней челюсти. Глаза крупные. Расстояние между ними меньше диаметра глаза. Барабанная перепонка выраженная. От нижнего края глаза до основания передней конечности, огибая сверху барабанную перепонку, проходит хорошо заметная складка. Внутренние ноздри мелкие, округлые. Язык сердцевидной формы, широкий, прикреплён к 80% дна ротовой полости. Подбородочная железа отсутствует.
Кожа на спине шагреневая, на боках и животе зернистая. Основной фон спины, верхней стороны головы и конечностей серовато-зелёный с сетчатым бледным рисунком, жёлтыми пятнами и чёрными крапинками. Посередине головы проходит светлая серовато-зелёная полоса. Горло, брюхо и бока жёлтые с большими тёмными пятнами и точками. Радужная оболочка глаза розовая с чёрной окантовкой, склера серовато-синяя, мигательная перепонка жёлтая.

## Образ жизни и природоохранный статус
Известен из единственного места в высокогорных лесах на юго-восточных склонах Восточной Кордильеры на высоте 3190 м над уровнем моря. Голотип был активен ночью около 20:30 среди ветвей дерева около 5 м над землёй и в 8 м от ближайшего водоёма. Найден вместе с неописанным на тот момент видом рода Pristimantis. В связи с малой изученностью новоописанного вида авторы рекомендовали Международному союзу охраны природы присвоить ему категорию «вида, для оценки угрозы которому недостаточно данных».